# Armênia nos Jogos Olímpicos de Verão de 1996
Armênia participou dos Jogos Olímpicos de Verão de 1996 em Atlanta, Estados Unidos. Terminou a competição em 45º lugar com duas medalhas.

## Medalhas
| Atleta          | Esporte | Evento                      | Medalha |
| --------------- | ------- | --------------------------- | ------- |
| Armen Nazaryan  | Lutas   | Luta greco-romana- 48-52 kg | Ouro    |
| Armen Mkrtchyan | Lutas   | Luta livre - até 48 kg      | Prata   |